# Émile Roux
Pierre Paul Émile Roux (Confolens, 17 december 1853 - Parijs, 3 november 1933) was een Frans microbioloog. Hij deed onderzoek naar onder meer difterie en tetanus. Samen met Louis Pasteur ontwikkelde hij vaccins in het Pasteur Instituut.
Roux werkte op de gebieden van bacteriologie, immunologie en geneeskunde. Hij hield zich, naast met difterie en tetanus, bezig met syfilis, longontstekingen, cholera, miltvuur, hondsdolheid en tuberculose.
Roux won in 1917 de Copley Medal. Hij overleed op 79-jarige leeftijd in het mede door hem opgezette Pasteur Instituut.